# Louise Latham
Louise Latham (née Johnie Louise Latham le 23 septembre 1922 à Mason dans l'État du Texas et morte le 12 février 2018 à Montecito en Californie) est une actrice américaine. 

## Biographie
Louise Latham meurt à Casa Dorinda à Montecito en Californie le 12 février 2018 à l'âge de 95 ans.

## Filmographie sélective

### Cinéma
- 1964 : Pas de printemps pour Marnie de Alfred Hitchcock : Bernice Edgar
- 1968 : Les Cinq Hors-la-loi de Vincent McEveety : Dulcie, la sage femme
- 1969 : Hail, Hero! de David Miller : Miss Mirabel
- 1970 : Adam at Six A.M. de Robert Scheerer : Mme Hopper
- 1971 : Making It de John Erman : Mrs. Wilson
- 1973 : Les Bootleggers  de Joseph Sargent : Martha Culpepper
- 1974 : Sugarland Express de Steven Spielberg : Mme Looby
- 1975 : 92 in the Shade de Thomas McGuane : Mrs. Skelton
- 1984 : Philadelphia Experiment  de Stewart Raffill : Pamela
- 1984 : Prêchi-prêcha de Glenn Jordan : Margaret
- 1991 : Paradise de Mary Agnes Donoghue : Catherine Reston Lee
- 1992 : Love Field  de Jonathan Kaplan : Mrs. Enright

### Télévision

#### Série télévisée
- 1961 : Armstrong Circle Theatre : The Fortune Tellers (saison 11 épisode 10) : Faye
- 1965 : The Nurses : Night of the Witch (saison 3 épisode 19) : Mrs. Franks
- 1965 : The Alfred Hitchcock Hour : An Unlocked Window (saison 3 épisode 17): Maude Isles
- 1965 : The Rogues : The Laughing Lady of Luxor (saison 1 épisode 23) : Catherine De Montrachet
- 1965 : Mr. Novak : And Then I Wrote... (saison 2 épisode 29) : Adele
- 1965 : Perry Mason : The Case of the Careless Kitten (saison 8 épisode 24) : Matilda Shore
- 1965 : Perry Mason : The Case of the Cheating Chancellor (saison 9 épisode 4) : Shirley Logan
- 1965 : Ben Casey : If You Play Your Cards Right, You Too Can Be a Loser (saison 5 épisode 15) : Ellen Carter
- 1965 : Sur la piste du crime : How to Murder an Iron Horse(saison 1 épisode 13) : Mrs. Collier
- 1966 : A Man Called Shenandoah : The Death of Matthew Eldridge(saison 1 épisode 27) : Cora Eldridge
- 1966 : Match contre la vie : The Last Safari (saison 1 épisode 28) : Claire Burden
- 1966 : Sur la piste du crime : The Price of Death (saison 2 épisode 1) : Ethel Wallace
- 1966 : Cher oncle Bill : Buffy (saison 1 épisode 1) : Fran Heiger
- 1966 : Bonanza : Une petite ville très amicale (A Real Nice, Friendly Little Town) (saison 8 épisode 12) : Willie Mae Rikeman
- 1967 : Les Envahisseurs : Genèse (Genesis) (saison 1 épisode 5) : Joan Corman
- 1967 : Le Fugitif : Le Jugement - 2e partie (The Judgement - Part 2) (saison 4 épisode 30) : Betsy Chandler
- 1967 : Cher oncle Bill : Once in Love with Buffy (saison 1 épisode 21) : Fran Heiger
- 1967 : Sur la piste du crime : By Force and Violence: Part 1 (saison 3 épisode 5) : Barbara Griswold
- 1967 : Sur la piste du crime : By Force and Violence: Part 2 (saison 3 épisode 6) : Barbara Griswold
- 1968 : Cher oncle Bill : Family Reunion (saison 2 épisode 16) : Fran Heiger
- 1968 : The Outsider : A Wide Place in the Road (saison 1 épisode 4) : Frances Dustin
- 1968 : CBS Playhouse : Saturday Adoption (saison 2 épisode 2) : Mrs. Meridan
- 1968 : Gunsmoke : Waco (saison 14 épisode 11) : Polly Cade
- 1969 : Judd for the Defense : Between the Dark and the Daylight (saison 2 épisode 18) : Claire Beeton
- 1969 : Sur la piste du crime : The Attorney (saison 4 épisode 21) : Edith Bender
- 1969 : The Young Lawyers : pilote de la série
- 1969 : L'Homme de fer : Les péripéties du Sergent Brown (Poole's Paradise) (saison 3 épisode 4) : Wanda
- 1969 : Gunsmoke : The Mark of Cain (saison 14 épisode 19) : Louise Driscoll
- 1969 : Gunsmoke : Hawk (saison 15 épisode 5) : Phoebe Clifford
- 1969 : Gunsmoke : Roots of Fear  (saison 15 épisode 13) : Emilie Sadler
- 1970 : Les Règles du jeu : The King of Denmark (saison 2 épisode 20) : Miss Digby
- 1970 : Gunsmoke : Gentry's Law (saison 16 épisode 5) : Claire Gentry
- 1971 : Les Règles du jeu : LA 2017 (saison 3 épisode 16) : Helen
- 1971 : Bonanza : L'épidémie (The Silent Killer) (saison 12 épisode 22) : Mrs. Harriet Clinton
- 1971 : L'Homme de fer : The Priest Killer (épisode hors saison) : Martha Gordon
- 1971 : Un shérif à New York : Encounter with Aries (saison 2 épisode 1) : Mrs. Cantrell
- 1971 : Longstreet : Spell Legacy Like Death (saison 1 épisode 6) : Maxine Bailey
- 1971 : Médecins d'aujourd'hui : Suspected (saison 3 épisode 10) : Mrs. Whitlock
- 1972 : Cannon : Le Gourou (A Deadly Quiet Town) (saison 1 épisode 22) : Mrs. Bolinger
- 1972 : Le Sixième Sens : Eye of the Haunted (saison 1 épisode 9) : Mrs. Bennett
- 1972 : Hawaï police d'État : La Mort d'un ami (Pig in a Blanket) (saison 5 épisode 4) : Mrs. Klein
- 1972 : Les Rues de San Francisco : Au milieu des étrangers (In the Midst of Strangers) (saison 1 épisode 9) : Harriet Sensibaugh
- 1973 : Hec Ramsey : The Mystery of Chalk Hill (saison 1 épisode 5) : Willa Hollister
- 1973 : Kojak : Requiem pour un flic (Requiem for a Cop) (saison 1 épisode 6) : Madge Donnelly
- 1973 : Columbo : Subconscient (saison 3 épisode 4) : Mrs. Norris
- 1974 : Gunsmoke : To Ride a Yeller Horse (saison 19 épisode 23) : Mrs. Shepherd
- 1974 : The Wide World of Mystery : The Book of Murder (saison 2 épisode 22) [3] : Anne
- 1974 : Rhoda : The Lady in Red (saison 1 épisode 5) : Louise Shattner
- 1974 : Médecins d'aujourd'hui : Heel of the Tyrant (saison 6 épisode 10) : Mrs. Tully
- 1974 : Lucas Tanner (en) : Cheers (saison 1 épisode 10) : Mrs. Gibbons
- 1975 : L'Homme qui valait trois milliards : Un homme de confiance (Clark Templeton O'Flaherty) (saison 3 épisode 13 : Ms. Hallaway
- 1976 : Great Performances : Eccentricities of a Nightingale : Mrs. Winemiller
- 1976 : Good Heavens (en) : The Queen's Rook Club (saison 1 épisode 11) : Bertha Salnick
- 1977 : Visions : All I Could See from Where I Stood (saison 2 épisode 8) : Mary Blakemore
- 1977 : La Famille des collines : The Milestone (saison 6 épisode 12) : Aunt Kate Grover Daly
- 1977 : Huit, ça suffit ! : Vive le marié ! [1/2] (Children of the Groom Part 1) (saison 2 épisode 8)
- 1977 : Huit, ça suffit ! : Vive le marié ! [2/2] (Children of the Groom Part 2) (saison 2 épisode 9)
- 1977 : Disney Parade : The Ghost of Cypress Swamp (saison 23 épisode 16) : Ma Landers
- 1978 : Quincy : Matters of Life and Death (saison 3 épisode 14 : Nurse Katherine Lowry
- 1978 : The Awakening Land : Part I: The Trees (saison 1 épisode 1) : Jary Luckett
- 1978 : Huit, ça suffit ! : Les Hommes du vice-président (All the Vice-President’s Men) (saison 3 épisode 11) : Katherine Mitchell
- 1979 : Huit, ça suffit ! : Le Voyage (Inlaws and Outlaws) (saison 3 épisode 18) : Katherine Mitchell
- 1979 : Backstairs at the White House (saison 1 épisode 3) : Housekeeper Nesbitt
- 1979 : Backstairs at the White House (saison 1 épisode 4) : Housekeeper Nesbitt
- 1979 : Big Shamus, Little Shamus : The Canary (saison 1 épisode 1) : Eleanor
- 1980 : Scrupules (saison 1 épisode 1) : Mary Ann Evans
- 1980 : Scrupules (saison 1 épisode 2) : Mary Ann Evans
- 1980 : Scrupules (saison 1 épisode 3) : Mary Ann Evans
- 1980 : Chips : L'ange de la miséricorde (Nightingale) (saison 3 épisode 23) : Lucy Krammer
- 1980 : Family : The Ties That Bind (saison 5 épisode 10) : Elaine Hogan
- 1980 : Disney Parade : The Ghosts of Buxley Hall: Part 1 (saison 27 épisode 5) : Bettina Buxley
- 1980 : Disney Parade : The Ghosts of Buxley Hall: Part 2 (saison 27 épisode 6) : Bettina Buxley
- 1986 : Les Routes du paradis : Rencontre d'un curieux type (saison 2 épisode 14) : Mildred Kelsey
- 1986 : Hôtel : Double Jeopardy (saison 4 épisode 4) : Jenny Lucas
- 1986 : Fresno : The Raisin Basket of the World (saison 1 épisode 1) : Ethel Duke
- 1986 : Femmes d'affaires et Dames de cœur : Perky's Visit (saison 1 épisode 7) : Mrs. Perky Sugarbaker
- 1988 : CBS Summer Playhouse : My Africa (saison 2 épisode 1) : Mrs. Harding
- 1988 : Hothouse : The Good Family (saison 1 épisode 1) : Louise Dougherty
- 1988 : Hothouse : The Subject of Sex (saison 1 épisode 2) : Louise Dougherty
- 1988 : Hothouse : The Actress (saison 1 épisode 3) : Louise Dougherty
- 1988 : Hothouse : Nancy: Part 1 (saison 1 épisode 4) : Louise Dougherty
- 1988 : Hothouse : Nancy: Part 2 (saison 1 épisode 5) : Louise Dougherty
- 1988 : Hothouse : His Mother (saison 1 épisode 6) : Louise Dougherty
- 1988 : Hothouse :  'Love and Taxes'  (saison 1 épisode 7) : Louise Dougherty
- 1988 : Rick Hunter : No Good Deed Ever Goes Unpunished (saison 5 épisode 6) : Emily Hill
- 1989 : Falcon Crest : Ties That Bind (saison 8 épisode 20) : Irene
- 1991 : Roc : A Home, a Loan (saison 1 épisode 11) : Mrs. Hope
- 1992 : Arabesque : The Classic Murder (saison 9 épisode 8) : Mrs. Oates
- 1993 : Against the Grain : A House Is Not a Home (saison 1 épisode 8) : Hilda
- 1997 : Urgences :  Foi en la vie (saison 3 épisode 16) : Mrs. Cupertino
- 1997 : Total Security : Double vie (saison 1 épisode 10) : Zoe Gareth
- 2000 : X-Files : Aux frontières du réel : En ami (saison 7 épisode 15) : Marjorie Butters

#### Téléfilm
- 1967 : Johnny Belinda (en) de Paul Bogart : Mrs. McKee
- 1971 : Sweet, Sweet Rachelde Sutton Roley : Lillian Piper
- 1971 : The Harness de Boris Sagal : Emma Randall
- 1972 : Invitation to a March de Marvin J. Chomsky
- 1973 : Chantage à Washington de Steven Spielberg : Marian Stern
- 1973 : La Disparition de Philip Leacock : Vi
- 1974 : Tell Me Where It Hurts de Paul Bogart : Louise
- 1974 : Winter Kill de Jud Taylor : Doris
- 1975 : Shell Game de Glenn Jordan : Constance Margolin
- 1976 : McNaughton's Daughter de Jack Arnold, Daniel Haller, Jerry London et Gene Nelson : Cassy Garnett
- 1976 : 33 Hours in the Life of God de Glenn Jordan : Nurse Levitt
- 1977 : Who Killed the Centerfold Model? de Russ Mayberry : Mrs. Schroeder
- 1977 : The Ghost of Cypress Swamp de Vincent McEveety : Ma Landers
- 1977 : In the Matter of Karen Ann Quinlan de Glenn Jordan : Sister Mary Luke
- 1979 : Amateur Night at the Dixie Bar and Grill de Joel Schumacher : Fanny
- 1980 : The Ghosts of Buxley Hall (en) de Bruce Bilson : Bettina Buxley
- 1982 : Pray TV de Robert Markowitz : Mrs. Oakes
- 1982 : Lois Gibbs and the Love Canal de Glenn Jordan : Pat Kinsman
- 1984: Obsessive Love de Steven Hilliard Stern : Mrs. Foster
- 1985 : Plus fort la vie de Larry Peerce : Nana
- 1986 : Dress Gray (en) de Glenn Jordan (Téléfilm) : Mrs. Loerna Tutwiler
- 1987 : Stillwatch de Rod Holcomb : Lila Thatcher
- 1989 : Settle the Score de Edwin Sherin (en) : Helen Whately
- 1991 : La Maison hantée de Robert Mandel : Mary
- 1991 : Tremblement de cœur de Thomas Schlamme : Mae Esther
- 1992 : Cruel Doubt de Yves Simoneau : Polly Bates
- 1994 : In the Best of Families: Marriage, Pride & Madness de Jeff Bleckner : Delores Lynch
- 1996 : Mary et Tim de Glenn Jordan : Forbsie
- 1996 : Coup de sang de Jonathan Kaplan : Eunice Hickock